# すぎのや
株式会社すぎのや（SUGINOYA Corporation）は、外食チェーン「すぎのや本陣」等を運営する企業。
2022年現在、茨城県、千葉県、栃木県、埼玉県に40店舗以上を展開している。

## 概要
「感謝と希望」を経営理念としている。

## 沿革
- 1973年3月

岩井市（現坂東市）に出前中心のそば店「岩井店」を創業
- 1977年11月

「有限会社すぎのや」を設立
- 1984年5月

「かやぶき茶屋（現しこ丸）」を開店
- 1990年5月

本社新社屋完成。セントラルキッチン稼働
- 1991年7月

栃木県初出店となる「氏家店」を栃木県氏家町（現さくら市）に開店。
- 1991年10月

「有限会社すぎのや」から「株式会社すぎのや」へ変更
- 1996年5月

千葉県初出店の「流山店」を千葉県流山市に開店。
- 2001年3月

栃木県「南宇都宮店」の開店により店舗デザインを一新
- 2002年6月

酒宴と蕎麦が楽しめる居酒屋「しきぶ亭。」を守谷市に開店
- 2002年9月

埼玉県初出店の「鷲宮店」を埼玉県鷲宮町に開店
- 2002年10月
  - 20店舗目としてすぎのや本陣「柏の葉店」を千葉県流山市に開店
- 2003年7月

気軽に立ち寄れるそば専門店「そば元本舗」を那珂市に開店
- 2004年12月

栃木県「インターパーク店」の開店により厨房オール電化導入開始
- 2005年3月

30店舗目としてすぎのや本陣「土浦真鍋店」を土浦市に開店
- 2007年7月

40店舗目としてすぎのや本陣「ひたち海浜公園前店」をひたちなか市に開店
- 2007年8月

そば・寿司・丼物の宅配専門店「すぎのや一番」を坂東市に開店
- 2008年9月

45店舗目としてすぎのや本陣「佐倉店」を千葉県佐倉市に開店
- 2010年3月

茨城空港内に「茨城空港店」を開店
- 2012年3月

茨城空港内に「スカイライトカフェ」を開店